# Federazione Giovanile Comunista Italiana
Die Federazione Giovanile Communista Italiana (FGCI) war der Jugendverband des Partito Comunista Italiano.

## Geschichte
Der FGCI wurde 1921 nach der beschlossenen Abspaltung der Kommunistischen Partei Italiens von der Sozialistischen Partei Italiens als Jugendverband der Kommunisten gegründet. Nach dem Zweiten Weltkrieg wurde im Jahr 1949 beschlossen, die FGCI wiederzugründen. Der konstituierende Kongress der FGCI, der Jugendorganisation der Kommunistischen Partei Italiens, fand vom 29. März bis 2. April 1950 in Livorno statt. Der damals 28-jährige Enrico Berlinguer wurde zum anlässlich dieses Kongresses zum ersten nationalen Generalsekretär der Jugendorganisation gewählt. Dieses Amt hatte er bis zum Jahr 1956 inne. Am 19. Dezember 1990, anlässlich des 25. und letzten Kongresses des FGCI wurde mit 356 Stimmen von 491 Stimmberechtigten (72,5 %), die Auflösung des Verbandes beschlossen. Zwei Monate später wurde die Auflösung der Kommunistischen Partei Italiens vollzogen, die in die Democratici di Sinistra aufging.

## Mitgliedschaft
Der FGCI konnten sich Jugendliche ab dem vierzehnten Lebensjahr anschließen. Bis zum vollendeten einundzwanzigsten Lebensjahr nahm das in der FGCI sowie in der Partito Comunista Italiano eingeschriebene Mitglied im Allgemeinen am politischen Leben des Jugendverbandes teil. Die Tätigkeit der beiden Organisationen beruhte auf dem Grundsatz der Achtung der gegenseitigen Autonomie, auch wenn politisch die gleichen Ziele verfolgt wurden.

## Neugründung
Im Jahr 2016 wurde erneut eine Kommunistische Partei Italiens gegründet, die den historischen Namen des Partito Comunista Italiano übernahm und gleichzeitig auch einen neuen Jugendverband mit dem Namen Federazione Giovanile Comunista Italiana gründete.

## Nationale Kongresse
Die ersten sieben Kongresse bis zum Jahr 1921 wurden noch als Jugendverband der Sozialistischen Partei Italiens (Federazione Giovanile Socialista Italiana) abgehalten.
- 8. Kongress – Florenz, 1921
- 9. Kongress – Rom, 1922
- 10. Kongress – Biella, 1926

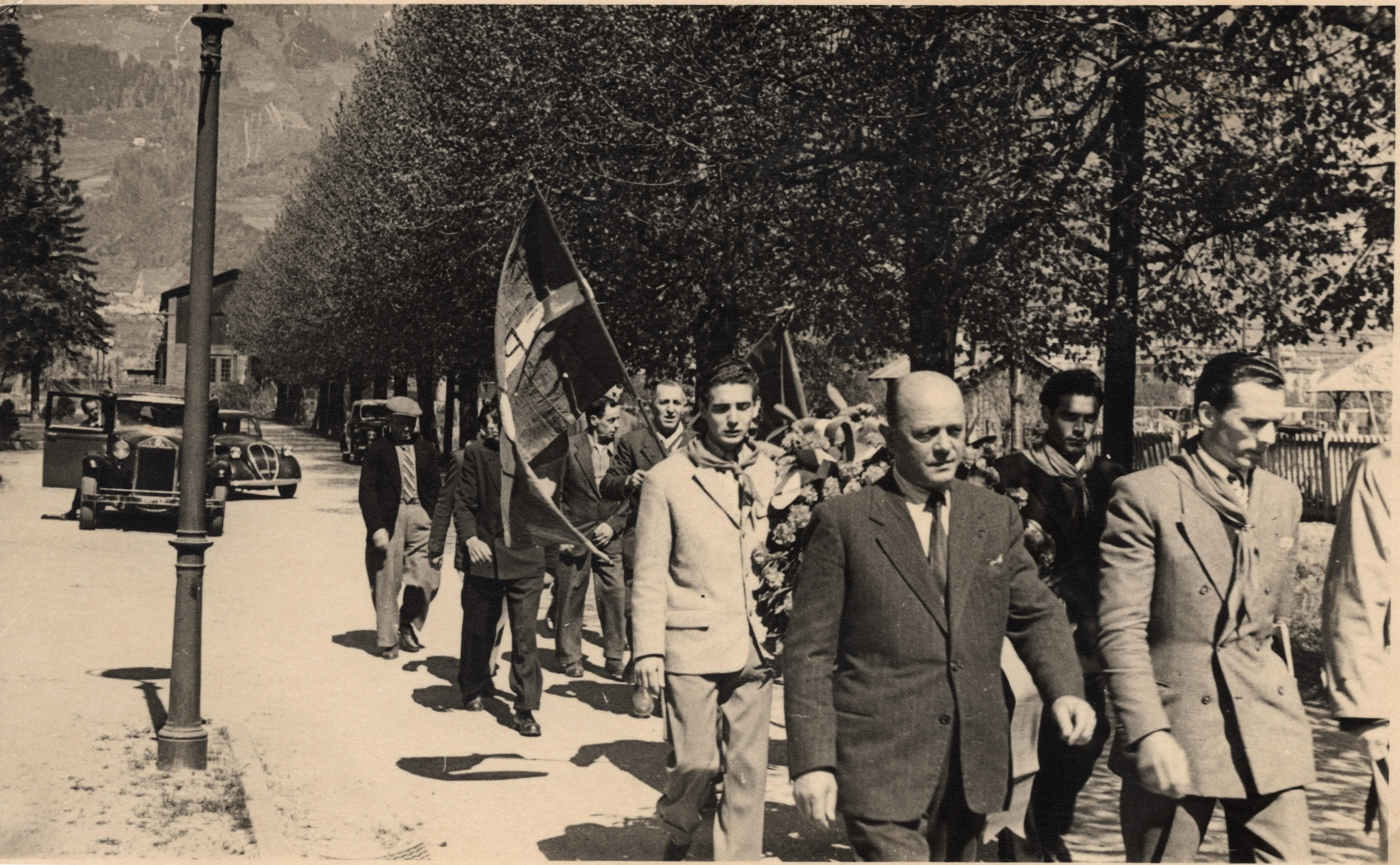
FGCI-Delegation (mit Ehrenkranz) in Meran, 30. April 1950.

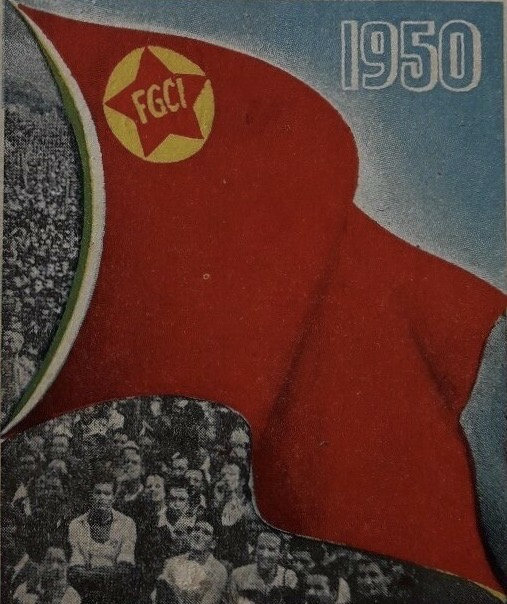
Mitgliederausweis der FGCI, 1950

- 11. Kongress – Zürich, 1931 (im Exil)
- 12. Kongress – Livorno, 1950
- 13. Kongress – Ferrara, 1953
- 14. Kongress – Mailand, 1955
- 15. Kongress – Bologna, 1957
- 16. Kongress – Genua, 1960
- 17. Kongress – Bari, 1962
- 18. Kongress – Bologna, 1966
- 19. Kongress – Florenz, 1971
- 20. Kongress – Genua, 1975
- 21. Kongress – Florenz, 1978
- 22. Kongress – Mailand, 1982
- 23. Kongress – Neapel, 1985
- 24. Kongress – Bologna, 1988
- 25. Kongress – Pesaro, 1990

## Nationalsekretäre
- Luigi Polano (1921)
- Giuseppe Berti (1921–1923)
- Giuseppe Dozza (1923–1926)

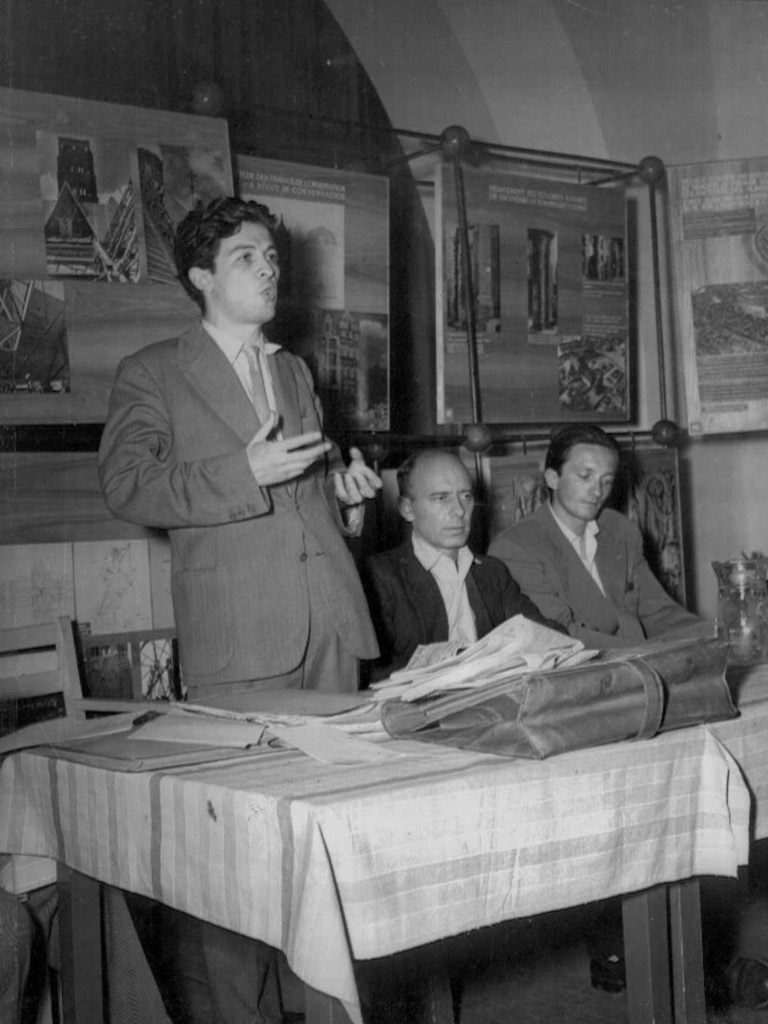
Enrico Berlinguer, Nationalsekretär des FGCI von 1949-56 (Foto 1950)

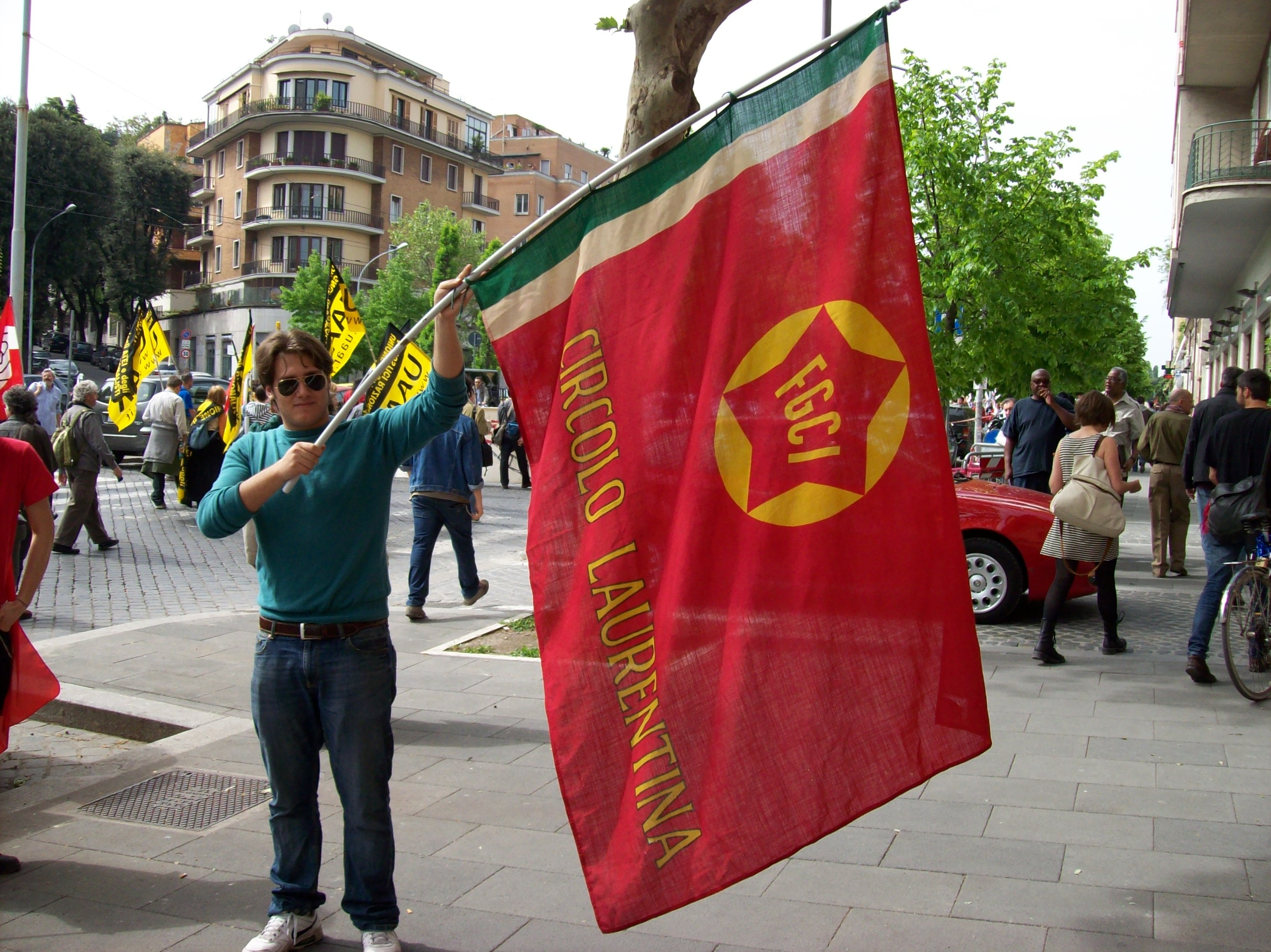
Demonstrant mit Fahne der neugegründeten FGCI (2016)

- Luigi Longo (bis 1929) (im Ausland)
- Pietro Secchia (1927–1931)
- Luigi Amadesi (1931–1935)
- Celeste Negarville (1935–1938)
- Agostino Novella (1938–19xx)
- Enrico Berlinguer (1949–1956)
- Renzo Trivelli (1956–1960)
- Rino Serri (1960–1962)
- Achille Occhetto (1962–1966)
- Claudio Petruccioli (1966–1969)
- Gianfranco Borghini (1969–1972)
- Renzo Imbeni (1972–1975)
- Massimo D’Alema (1975–1980)
- Marco Fumagalli (1980–1985)
- Pietro Folena (1985–1988)
- Gianni Cuperlo (1988–1990)